# Tommy Fury
Thomas Michael John Fury, detto Tommy (Manchester, 7 maggio 1999), è un pugile e personaggio televisivo britannico.
Soprannominato "TNT", è il fratello minore dell'ex campione dei pesi massimi Tyson Fury. Nel 2019 ha preso una pausa dal pugilato per partecipare al reality show Love Island.

## Biografia
Nato a Manchester, Fury è di origine pavee da parte di padre. Ha un fratellastro maggiore, Tyson, anch'esso pugile ed ex campione del mondo dei pesi massimi.

## Carriera pugilistica

### Gli inizi
Fury fa il suo debutto professionale nel dicembre del 2018, sconfiggendo ai punti il lettone Jevgenjis Andrejevs (10 vittorie e 102 sconfitte). Dopo aver preso una pausa dal pugilato per partecipare al reality Love Island, torna sul ring vincendo per ko tecnico sul polacco Przemyslaw Binienda (2 vittorie e 26 sconfitte). Nell'agosto 2021 sfida nell'undercard dell'incontro tra lo youtuber Jake Paul e l'ex campione dei pesi welter UFC Tyron Woodley, l'artista marziale misto statunitense Anthony Taylor (0 vittorie e 1 sconfitta).

### Fury vs. Paul
Nel gennaio 2023, viene annunciata l'ufficialità del match tra Jake Paul e Tommy Fury. L'incontro ha luogo alla Diriyah Arena di Diriyah, in Arabia Saudita. Fury sconfigge lo statunitense Paul per decisione non unanime.

### Fury vs. KSI
Il 14 ottobre del 2023, Fury sfida lo youtuber, rapper e personaggio televisivo britannico KSI all'evento MF & DAZN: X Series 10 - The Prime Card, vincendo per decisione unanime.

## Record professionale
| No. | Risultato | Record | Avversario          | Metodo | Round | Data             | Luogo      | Note |
| --- | --------- | ------ | ------------------- | ------ | ----- | ---------------- | ---------- | ---- |
| 11  | Vittoria  | 11–0   | Kenan Hanjalic      | UD     | 6     | 9 maggio 2025    | Budapest   |      |
| 10  | Vittoria  | 10–0   | KSI                 | UD     | 6     | 14 ottobre 2023  | Manchester |      |
| 9   | Vittoria  | 9–0    | Jake Paul           | SD     | 8     | 26 febbraio 2023 | Diriyah    |      |
| 8   | Vittoria  | 8–0    | Daniel Bocianski    | PTS    | 6     | 23 aprile 2022   | Londra     |      |
| 7   | Vittoria  | 7–0    | Anthony Taylor      | UD     | 4     | 29 agosto 2021   | Cleveland  |      |
| 6   | Vittoria  | 6–0    | Jordan Grant        | PTS    | 4     | 5 giugno 2021    | Telford    |      |
| 5   | Vittoria  | 5–0    | Scott Williams      | TKO    | 2 (4) | 27 febbraio 2021 | Londra     |      |
| 4   | Vittoria  | 4–0    | Genadij Krajevskij  | KO     | 2 (4) | 13 novembre 2020 | Londra     |      |
| 3   | Vittoria  | 3–0    | Przemyslaw Binienda | TKO    | 1 (6) | 21 dicembre 2019 | Londra     |      |
| 2   | Vittoria  | 2–0    | Callum Ide          | KO     | 1 (4) | 23 marzo 2019    | Leicester  |      |
| 1   | Vittoria  | 1–0    | Jevgenijs Andrejevs | PTS    | 4     | 22 dicembre 2018 | Manchester |      |

## Carriera televisiva
Nel giugno del 2019, partecipa alla quinta stagione del reality show Love Island, classificandosi secondo assieme alla fidanzata Molly-Mae Hague.